# Марина ди Сант'Иларио дело Јонио
Марина ди Сант'Иларио дело Јонио је насеље у Италији у округу Ређо ди Калабрија, региону Калабрија.
Према процени из 2011. у насељу је живело 538 становника. Насеље се налази на надморској висини од 9 м.